# Simnitsa
Simnitsa (en macédonien Симница ; en albanais Simnica) est un village du nord-ouest de la Macédoine du Nord, situé dans la municipalité de Gostivar. Le village comptait 430 habitants en 2002. Il est majoritairement albanais.

## Démographie
Lors du recensement de 2002, le village comptait :
- Albanais : 424
- Autres : 6